# Казахизация Советского Казахстана
Казахиза́ция Сове́тского Казахста́на — серия мероприятий, проведенных советской властью на территории современного Казахстана (в Киргизской АССР, Казакской АССР, Казахской АССР, Казахской ССР) в национальном вопросе. Казахизация выражалась в подготовке и продвижении на руководящие должности казахов, внедрении казахского языка в делопроизводство, в образование, поощрении издания СМИ и литературы на казахском языке, в создании системы образования на казахском языке. В рамках казахизации проводилась подготовка рабочих создаваемых в Казахстане промышленных предприятий. В 1920-е — начале 1930-х годов усиленная и наиболее продолжительная по времени казахизация проходила как часть общесоюзной политики коренизации. Во второй половине 1940-х годов — середине 1980-х годов казахизация была главным образом «кадровой» — в форме выдвижения этнических казахов на руководящие посты в Казахской ССР, заполнения ими мест в вузах. При этом попыток перевода делопроизводства и образования на казахский язык в этот период уже не проводилось.
На казахизацию отрицательно повлияла политика перевода казахского языка за короткий период с арабицы на латиницу, а затем на кириллицу. Казахизация столкнулась с отсутствием на территории Казахстана к моменту установления советской власти многочисленной образованной интеллигенции, владеющей казахским языком. Препятствием казахизации стал огромный приток на территорию советского Казахстана в 1920-е — 1960-е годы претмущественно русскоязычного населения из других республик СССР и откочевка в начале 1930-х годов значительной части казахов в Китай. С 1930-х годов Казахстан был одной из немногих (наряду с Киргизской и Карело-Финской ССР) союзных республик, где «титульная» нация составляла меньшинство. К 1989 году в Казахстане преобладал русский язык, русскоязычные составляли большинство руководящих кадров, делопроизводство на казахском языке практически отсутствовало. Казахизация дала ограниченный результат в виде формирования в Казахской ССР значительного слоя русскоязычных образованных кадров из казахов.

## Советский Казахстан накануне казахизации (начало 1920-х годов)
В 1920-х годах большая часть современного Казахстана входила в состав РСФСР в качестве автономной республики.
Особенности этой республики были следующие:
- Значительное сельское русскоязычное население, сформировавшееся за счет притока русскоязычных крестьян во второй половине XIX — начале XX веков. За период 1897—1917 годов численность русских на территории Казахстана увеличилась с 505 тыс. чел. до 1281 тыс. чел.[1]. В результате активного переселения русскоязычного населения в некоторых уездах казахи стали национальным меньшинством. Например, в Кустанайском уезде в 1923 году казахи составляли 37,4 % населения, хотя в 1897 году они там абсолютно преобладали[2];
- Городское население малочисленное и преимущественно неказахское. К 1913 году в Казахстане крупнейшие города (Актюбинск, Уральск и другие) насчитывали всего по 20 — 30 тыс. жителей[1];
- Крайне малочисленные казахскоязычные образованные кадры и неграмотность подавляющего большинства казахского населения. А. С. Елагин оценил численность казахов, имевших в 1914—1915 годах высшее образование, примерно в 20 человек[3]. По данным В. К. Григорьева насчитывалось около 120 казахов с высшим и неполным высшим образование, а также около 700 казахов, окончивших мектебы, училища и учительские семинарии[3]. Таким образом численность казахов, имевших образование выше начального, не превышала 1 тыс. человек;
- Неразвитая система образования. Высших учебных заведений на территории Казахстана не было вовсе. Начальное и среднее образование были представлены созданными царской администрацией русско-казахскими школами, а также духовными мектебами. Их численность и количество обучающихся в них казахов были невелики. К 1913 году на территории современного Казахстана насчитывалось 157 русско-казахских школ и 267 аульных мектебов (в одном мектебе в среднем по данным на 1905 год обучались 20 — 25 детей)[4];
- Отсутствие на момент установления советской власти прочной государственности. В декабре 1917 года было провозглашено автономное казахское образование Алаш-Орда, которое фактически контролировало только отдельные населённые казахами районы в Западном Казахстане и Семипалатинской области[5]. Алаш-Орда к ноябрю 1918 года обладала небольшими вооруженными формированиями, но в декабре 1919 года окончательно перешла на сторону советской власти[5]. В начале 1920 года Революционный комитет по управлению Киргизским краем (Кирревком) провёл переговоры с алашевцами, после которых аннулировал все законодательные решения Алаш-орды, арестовал её имущество и предписал алашевцам разоружиться, передав контроль над степными районами татарским революционным частям, причем алашевские лидеры вошли в состав советских органов[6]. Слабость Алаш-орды отличалась от Закавказья, где в период Гражданской войны возникли национальные республики (Армения, Грузия и Азербайджан) и от Средней Азии, где существовала государственность (Хивинское ханство и Бухарский эмират);
- Преобладание среди казахов кочевого населения и проблема возвращения казахских земель, отданных в дореволюционный период русскоязычным земледельцам[7].

## Казахизация в форме коренизации (1920-е — 1930-е годы)
В 1920-е — 1930-е годы казахизация Советского Казахстана шла в рамках общесоюзной коренизации. На этом этапе казахизация шла централизованно как официальная политика, включавшая попытки перевода всего делопроизводства на казахский язык, установление процентных норм для этнических казахов в органах власти, возврат казахам части ранее изъятых у них царской властью земель, попытки нормативными актами обязать преимущественно русскоязычный партийный и советский аппарат изучать казахский язык. К концу 1930-х годов политика коренизации потерпела крах: не удалось перевести делопроизводство на казахский язык, казахи по-прежнему составляли меньшинство в партийном и советском аппарате, подготовленная казахская интеллигенция была малочисленной. Итогом казахизации на этой стадии стало формирование небольшой по численности казахской интеллигенции, а также вовлечение части казахов в промышленное производство. Причины провала политики казахизации были сталинские репрессии, приведшие к гибели значительной части немногочисленной казахской интеллигенции, голод, который превратил казахов в этническое меньшинство Советского Казахстана, сопротивление русскоязычной части населения. Кроме того, негативную роль сыграли эксперименты с казахской письменностью: она за короткий срок была переведена с арабицы на латиницу, а за тем на кириллицу. Это затрудняло внедрение казахского языка в делопроизводство.

### Идеологическая основа
И. В. Сталин в 1920 году призывал к следующему:
- Комплектование национальными кадрами всех советских органов власти в национальных окраинах. Сталин писал, что «все советские органы на окраинах, суд, администрация, органы хозяйства, органы непосредственной власти (а также и органы партии) составлялись по возможности из местных людей, знающих быт, нравы, обычаи, язык местного населения, чтобы в эти институты привлекались все лучшие люди из местных народных масс, чтобы местные трудовые массы втягивались во все области управления страной, включая сюда и область военных формирований, чтобы массы видели, что Советская власть и её органы есть дело их собственных усилий, олицетворение их чаяний»[7];
- Внедрение национальных языков в делопроизводство. Сталин отмечал, что «поставить школу, суд, администрацию, органы власти на родном языке — это именно и значит осуществить на деле советскую автономию, ибо советская автономия есть не что иное, как сумма всех этих институтов, облечённых в украинскую, туркестанскую, киргизскую и т. д. формы»[7].

### Периодизация
Казахский историк С. Ш. Казиев разделил коренизацию в советском Казахстане на следующие периоды:
- 1923—1926 годы — коренизация управленческого аппарата. В этот период устанавливаются нормы о процентной доле казахов в управленческом аппарате, идёт внедрение казахского языка в делопроизводство;
- май 1926 года — 1929 год — «функциональная» коренизация;
- осень 1929 — начало 1933 годов — коренизация производства, сопровождающаяся чисткой партийно-государственного аппарата в рамках борьбы с «национал-уклонизмом»;
- весна 1933—1936 годы — новая процентная коренизация партийно-государственного аппарата.

Так как казахи на территории Казахстана были наиболее многочисленным коренным этносом, то применительно к Казахстану коренизация означала казахизацию. Иные коренные этносы — таджики, узбеки, туркмены и уйгуры — в советском Казахстане в тот период были немногочисленны. Их языки не вводились в делопроизводство. Для них коренизация выразилась в основном в создании небольшого числа национальных школ.

### Органы по казахизации
Казахизация проводилась целой системой органов, созданных в 1923 году. На республиканском уровне действовала с конца 1923 года республиканская Комиссия по коренизации, которая имела губернские и уездные подразделения. Просуществовали эти органы до 20 мая 1926 года, когда Президиум ЦИК Киргизской АССР ликвидировал республиканскую Комиссию по коренизации. 17 января 1928 года сессия КазЦИК передала обязанности по проведению коренизации с республиканского уровня местному аппарату.

### Алаш-орда и казахизация
В 1920-е годы власти советского Казахстана привлекли для казахизации алаш-ординцев. Причиной стал крайний недостаток образованных кадров, владевших казахским языком. Но в 1928 году из советского Казахстана выслали 44 «буржуазных националиста», среди которых были алаш-ординцы, создатели современного казахского литературного языка А. Байтурсынов, М. Дулатов, М. Жумабаев и Ж. Аймаутов.

### Создание казахского рабочего класса (казахизация производства)
Советская власть стимулировала подготовку не только руководящих кадров из казахов, но и стремилась казахизировать рабочие кадры. Подготовка рабочих кадров из числа коренного населения была общесоюзной практикой. В августе 1929 года СТО СССР обязал ВСНХ СССР вовлекать в районах с преобладанием национальных меньшинств коренное население в промышленное производство путем подготовки рабочих кадров в школах ФЗУ. Подготовка рабочих среди казахов велась также в техникумах. В начале 1930-х годов из бывших откочевников готовили строительных рабочих (каменщиков, штукатуров, маляров и плотников), обучая их на специальных курсах продолжительностью 1 и 3 месяца. Создание казахского рабочего класса стимулировала «великая стройка» — Турксиб. На строительстве этой железной дороги трудились в 1931 году около 8 тысяч казахов (из общего числа работающих на ней — 21 тысяч чел.).
В период 1927—1936 годов фактически сформировался значительный слой казахов-рабочих, причем как среди мужчин, так и среди женщин. На 1 января 1927 года было только 66,4 тыс. казахов среди рабочих и служащих, а на 1 января 1936 года казахами были 246,9 тысяч рабочих и служащих. В начале 1930-х годов в некоторых отраслях промышленности казахи преобладали. По данным Казсовпрофа КАССР на декабрь 1933 года численность и доля казахов среди лиц, состоящих на профсоюзном учете, составляла:
- Нефтяная промышленность — 3260 чел. (50 %);
- Горнорудная промышленность — 1722 чел. (28 %);
- Угольная промышленность — 3216 чел. (61 %);
- Мясоконсервная промышленность — 1451 чел. (20 %);
- Железнодорожники — 24068 чел. (51 %).

Казашек готовили для работы в текстильной промышленности, на швейных фабриках. Это привело к тому, что на некоторых предприятиях казашки составляли в начале 1930-х годов большинство рабочих кадров. Например, на Алма-атинской швейной фабрике весной 1933 года казашками были 65 % работниц.
Казахизация производства встретила сопротивление на местах: были случаи увольнения казахов, обсчета и, избиений, невыдачи им зарплат. Все это приводило к массовым увольнениям казахов с промышленных объектов. Например, в карагандинской шахте № 3 за период с августа по октябрь 1933 года численность казахов-шахтёров сократилась с 500 чел. до 80 чел..

### Перевод делопроизводства на казахский язык
22 ноября 1923 года ЦИК Киргизской АССР принял декрет, который предусматривал перевод в период с января по июль 1924 года всего официального делопроизводства в казахских волостях на казахский язык. Однако достичь таких результатов не удалось. В период коллективизации 1929—1933 годов вопрос о казахском языке фактически был отложен. Вернулись к нему после того, как Ф. И. Голощекина на посту главы советского Казахстана сменил Л. И. Мирзоян. Вышедшее в 1933 году Постановление Бюро Казкрайкома ВКП(б) предусматривало следующее:
- В течение 1933 года полностью перевести на казахский язык официальное делопроизводство в КазЦИК, в Наркомате просвещения, Наркомате здравоохранения, Рабоче-Крестьянской инспекции, Наркомземе и в аппарате СНК Казахской АССР;
- Все остальные наркоматы были обязаны вести деловую переписки на казахском и русском языках. На все заявления и письма, поданные на казахском языке, предписывалось давать ответы только на казахском языке;
- Рекомендовано перейти на казахский язык обучения в учебных заведениях.

Перевод делопроизводства на казахский язык затруднял не только приток русскоязычного населения в Казахстан. Проблемой была частая смена графики казахского языка, который в 1929 году перевели с арабского письма на латиницу, а 10 января 1940 года на кириллицу. Лица, изучавшие казахский язык на латинице, могли не понимать казахские тексты 1920-х годов, написанные арабской вязью. Кроме того, каждый раз приходилось переводить делопроизводство на новую графику казахского языка. В 1931 году выяснилось, что местный аппарат южных районов Советского Казахстана не собирался переходить на латинский алфавит. В сентябре 1931 года вышло Постановление краевого комитета контроля и Наркомата РКИ, которое осуждало практику игнорирования райкомами и райисполкомами южных районов Советского Казахстана нового латинизированного алфавита казахского языка. Было предписано организовать «параллельно» с обучением «европейцев» казахскому языку обучение казахских работников латинскому алфавиту. К тем, кто не посещает курсы обучения предписывалось применять «соответствующие меры административного, профсоюзного и партийного воздействия».

### Казахизация образования
В 1923 году образование на казахском языке было слабо распространено. В 1923 году школьным образованием было охвачено только 9 % казахских детей. В 1925 году в республике было всего 42 средних учебных заведения, в которых обучались 1790 казахов. С 1920 года в Оренбурге работал Казахский институт народного образования, где казахи-педагоги преподавали на казахском языке. С 1930 года в советском Казахстане реализуется Всеобуч, которым по данным Наркомпроса КАССР на 1 января 1934 года были охвачены 98,3 % детей в возрасте от 8 до 11 лет. В 1940—1941 учебном году в советском Казахстане было 7790 школ (4428 — казахских), с контингентом обучающихся 1138 тысяч детей (в том числе 441 тысяч учащихся-казахов).
В 1920—1930 годы большинство казахов получало только начальное образование. Мало кто окончил полную 10-ти летнюю среднюю школу. В 1939—1940 учебном году в Советском Казахстане насчитывался лишь 701 десятиклассник-казах. Большинство учителей также имели лишь начальное образование. В 1935 году 73,8 % учителей Советского Казахстана имели образование на уровне 1−2 классов начальной школы. Большинство школ в 1930-е годы были аульные.
В 1935 году Казкрайком ВКП(б) и СНК КАССР принял постановление «Об упорядочении структуры школ Казахстана и выращивании казахской средней школы», которое предусматривало:
- Ликвидацию «карликовых» аульных школ;
- Запрет приема в техникумы и вузы лиц, не имеющих неполного и полного среднего образования.

Среди студентов вузов (в том числе расположенных на территории Советского Казахстана) в 1920-е — 1930-е годы казахов было мало. В советском Казахстане долгое время вузов вовсе не было и казахские кадры в небольшом количестве готовил Среднеазиатский государственный университет в Ташкенте. В 1926 году в этом вузе из 1,1 тысяч студентов только 22 были казахами и ещё 20 узбеками. Основная масса казахских кадров со средним и высшим профессиональным образованием в 1920-е годы была выпускниками вузов центральной части СССР. В 1930 году насчитывалось 503 инженера и техника казахской национальности, причем все они окончили центральные вузы и техникумы.
Первым вузом на территории Советского Казахстана (не считая неудачных попыток создания казахского университета и политехнического института в Оренбурге в 1921 году) стал педагогический институт, открытый в 1928 году. В 1937 году на территории Казахской ССР было уже 18 вузов, в которых обучалось (по данным на 1937—1938 учебный год) 1453 казаха-студента. В 1939—1940 учебном году число казахов-студентов в вузах республики составило уже 2675 человек<. Первые казахстанские вузы создавались присланной из центральных вузов профессурой, а также молодыми казахами, которые получили образование в центральных вузах.

### Казахизация партийно-государственного аппарата
Казахизация партийно-государственного аппарата в 1920-е годы столкнулась с проблемой нехватки образованных кадров среди казахов. У казахов уровень образования в 1920-е годы был в целом ниже, чем у «европейских» народов, населявших Казахстан. В 1923 году уровень грамотности казахского населения (по губерниям Киргизской АССР) колебался от 1,7 % до 9,9 %. Для сравнения — уровень грамотности у русских по губерниям Киргизской АССР в 1923 году колебался от 24,4 % до 30,3 %. В партийной организации советского Казахстана казахов в начале 1920-х годов казахов было очень мало. В 1922 году насчитывался 1481 казах-коммунист, что составляло 8,9 % от партийной организации Киргизской АССР. В 1924 году был объявлен «ленинский призыв» в партию. В итоге численность казахов-коммунистов в Киргизской АССР увеличилась в 7 раз: с 1539 человек в 1924 году до 11634 человек на 1 января 1926 года. Значительная часть новых членов партии из числа казахов была азбучно неграмотной. По состоянию на 1 января 1926 года из 4432 казаха-коммуниста (38 %) из 11634 казахов-коммунистов были неграмотны. При этом среди русских коммунистов Казахстана на 1 января 1926 года неграмотных было только 4 %.
Ленинский призыв позволил увеличить долю казахов в республиканской парторганизации (она входила в состав РКП(б)). Однако все равно казахи составляли меньшинство среди коммунистов. На 1 января 1926 года национальный состав партийной организации советского Казахстана был следующим:
- русские — 15399 человек;
- казахи — 11634 человека;
- представители других национальностей — 6225 человек.

Процентные нормы казахизации государственного аппарата также не исполнялись (кроме высшего уровня). II сессия ЦИК Киргизской АССР потребовала 100 % коренизации штатов в районах проживания казахского населения и 50 % коренизации в районах со смешанным по этническому составу населением. На 1 января 1926 года казахи составляли 40,2 % руководителей организаций республиканского уровня, 22,6 % руководителей губернского уровня и 48,7 % руководителей уездного уровня. Зато в высшем руководстве республики казахи преобладали уже к 1 января 1926 года. В Президиуме ЦИК республики на 1 января 1926 года было 12 казахов, 2 русских, 1 каракалпак и 1 узбек. В Совнаркоме Киргизской АССР на 1 января 1926 года руководящие посты занимали 11 казахов и 5 лиц из неказахского населения. В республиканских наркоматах по данным на 1 января 1925 года доля казахов колебалась от 0 % до 28 %.
Требование 50 % казахизации местных смешанных по этническому составу советов также не было выполнено. Несмотря на протесты «национал-коммунистов» стали создавать моноэтничные местные советы. В августе 1926 года в советском Казахстане было 3319 советов, из них 1929 казахских (57,8 %) и 1351 русский (40,7 %).
Назначенный во главе советского Казахстана Ф. И. Голощекин был сторонником коренизации только государственного аппарата, считая, что партийные кадры должны подбираться союзным ЦК. С 27 мая 1926 года идет функциональная коренизация — создание номенклатуры должностей, занимаемых либо казахами, либо лицами, свободно владевшими казахским языком. Согласно директивам КазЦИК и Казрайкома ВКП(б) было выделено 13 тыс. мест в аппарате, подлежавших коренизации. Однако всё равно в аппарате продолжали преобладать неказахские кадры. К марту 1927 года в местном аппарате из 11968 намеченных должностей коренизировали 2567 (23,2 %), в краевом аппарате из 840 должностей коренизировали 195 (23,7 %).
В 1928 году ситуация изменилась. В мае 1928 года ЦК ВКП (б) принял решение о чистке партийного и государственного аппаратов советского Казахстана. В результате чистки были сняты с должностей 116 человек в аппаратах окружных комитетов.
В ходе коллективизации 1929—1933 годов доля казахов среди местного партийного руководства снизилась. Если в 1931 году казахи составляли 58 % ответственных работников районных комитетов партии, то в 1933 году — только 48 %.
Несмотря на сокращение численности казахов в ходе коллективизации при Л. И. Мирзояне была проведена коренизация кадров советских учреждений. В период с 1932 по 1934 годы доля казахов в аппаратах КазЦИК, СНК КАССР, Наркомата юстиции и Верховного суда КАССР возросла с 29,8 % до 37,2 %. При этом жестко пресекались попытки сопротивления коренизации. Например, осенью 1933 года были сняты с должностей и привлечены к административной ответственности с формулировкой «за шовинистическое отношение к казахским кадрам» директор Казкомводуправления Свистунов и член коллегии Наркомсено Шакурин. Коренизация охватила не только центральный, но и местный советский аппарат. В 1936 г. казахи составляли 67 % КазЦИКа, 64 % руководства республиканских наркоматов, 53 % руководящих работников исполкомов, 56 % председателей областных исполкомов, 69 % райисполкомов, 65 % председателей аулсоветов. В партийной организации Казахстана доля казахов также приблизилась к 50 %. На 1 января 1937 года этнический состав партийной организации республики был следующий:
- казахи — 46,8 %;
- русские — 32,9 %;
- украинцы — 9,7 %;
- узбеки — 1,6 %;
- уйгуры — 1,1 %.

### Казахизация культуры
Длительное время доля казахов среди работников культуры была небольшой. По данным Казпрофа КАССР на 1 января 1933 года на профсоюзном учете состояли 202 работника искусства казахской национальности (15,2 % от общего числа работников искусства, состоявших на учете).

### Возврат казахам дореволюционных земель
В дореволюционный период у казахов под нужды русскоязычных переселенцев было изъято около 45 млн десятин земли. Казахи хотели их вернуть, тем более, что изъятые земли порой перекрывали им доступ к источникам воды. В 1920—1921 годах советская власть предприняла ряд мер по ограничению переселения русскоязычных жителей в Казахстан, а также по возврату казахам части изъятых земель. Постановление Совнаркома Киргизской автономной советской социалистической республики от 8 ноября 1920 года запретило самовольное крестьянское переселение. Декреты от 2 февраля 1921 года и от 19 апреля того же года возвращали казахам следующие изъятые у них земли:
- Не освоенные переселенцами до февраля 1921 года в Акмолинской, Кустанайской, Тургайской, Семипалатинской и Уральской губерниях;
- Сданные в долгосрочную аренду дворянам, капиталистам и монастырям;
- Переданные имперскими властями в вечное пользование за службу Сибирскому и Уральскому казачьим войскам.

Кроме того, проблемой стал возврат земель, оставленных казахами, которые после подавления восстания 1916 года бежали в Синьцзян. Вернувшиеся в начале 1920-х годов казахи обнаружили, что на оставленных землях появились поселения русскоязычного населения. Власти Казахской АССР выселили русскоязычное население, передав землю с постройками казахам. Всего были ликвидированы 120 русских и украинских сел, 32 хутора, 95 заимок и выселено 6466 хозяйств (из них почти половина в Джетысуйской губернии). Начавшийся массовый голод привел к тому, что работы по землеустройству были свернуты. Голод привел к бегству людей за пределы Казахстана. Если в 1920 году на территории республики проживали 4781 тыс. чел., то в 1922 году — только 3796 тыс. чел..
После прекращения голода власти советского Казахстана (в его высшем руководстве стали преобладать этнические казахи) возобновили изъятие у неказахского населения земель. V Всеказахский съезд Советов 19 апреля 1925 года запретил самовольное переселение в Казахстан, одновременно исключив из порядка землеустройства всех переселенцев, прибывших в Казахстан после 31 августа 1922 года. Был установлен такой порядок предоставления земельных наделов: сначала казахам, потом переселенцы, прибывшие на территорию Казахстана до 1918 года, затем самовольным переселенцам, прибывшие до 31 августа 1922 года и в последнюю очередь — самовольным переселенцам, прибывшим в период с 31 августа 1922 года по 7 августа 1924 года. Во второй половине 1920-х годов на территории Казахстана изъятие земель у русскоязычных переселенцев приняло массовый характер и сопровождалось их выездом. Официальные статистики в 1929 году сообщали, что шло выдавливание «европейского» населения, в результате которого число хозяйств в целом по республике сократилось на 14 %, а русское и украинское население советского Казахстана уменьшилось на 700 тыс. человек. В Кустанайской губернии число хозяйств сократилось на 26,2 %, в Джетысуйской губернии на 22,3 %. Русскоязычное население сопротивлялось — шли жалобы в Москву (в том числе просьбы о создании русской автономии, напрямую подчиненной центральной власти), были отмечены стычки с казахами. Отчасти их требования были удовлетворены. В 1925 году из состава Казахстана была выведена русскоязычная Оренбургская губерния, а затем были переданы в прямое подчинение российским властям Илекский уезд Актюбинской губернии и Черлакский уезд Акмолинской губернии. Благодаря жалобам семиреченским казакам удалось отменить новое землеустройство в Алма-Ате.
Назначение главой Советского Казахстана Ф. И. Голощекина, который предлагал уравнять все национальности в праве пользования землей, положило конец практике перераспределения земель в пользу казахов. 8 февраля 1927 года Президиум ВЦИК РСФСР уравнял в правах землепользования казахское и русскоязычное население. По сути это означало отказ от коренизации при землеустройстве. Власти Советского Казахстана стали сопротивляться. Бюро Казревкома ВКП(б) подтвердило право казахского населения на первоочередного наделения землей. В августе 1927 года Президиум ВЦИК РСФСР создал специальную комиссию по урегулированию межнациональных отношений, которая посетила Акмолинскую и Семипалатинскую области, и по итогам своей работы рекомендовала 3 ноября того же года начать отчуждение излишков земли у казахского населения. В ноябре 1927 года на VI Всеказахской конференции ВКП (б) представитель союзного ЦК А. А. Андреев раскритиковал членов бюро Казрайкома ВКП (б) за национальный уклон и упрекнул Ф. И. Голощекина в покровительстве националистам в землеустройстве. Андреев потребовал проводить землеустройство в Казахстане не на национальной, а на классовой основе. VI Всеказахская конференция осудила национал-коммунистов, вывела их из состава Бюро Казкрайкома, приняв классовый принцип наделения землей и признав равенство права на землю вне зависимости от национальной принадлежности претендента. В феврале 1929 года был снят запрет на переселение в Казахстан крестьян из европейской части СССР.

### Коллективизация и казахизация
Значительная часть казахов вела кочевой образ жизни. По данным переписи 1926 года только 23 % аульных хозяйств были полностью оседлыми. Коллективизация в Казахстане сопровождалась переводом кочевников на оседлость, а также переселением русскоязычных крестьян из других районов СССР. В конце 1920-х годов советские плановики подсчитали, что переселение экономически очень выгодно, так как при кочевом хозяйствовании гектар земли приносил доход в размере 9,3 руб., а при оседлом земледелии — 26,27 руб.. Поэтому переселение и принудительный перевод на оседлость должны были решить проблему аграрного перенаселения в европейской части СССР.
Планы по переселению и переводу на оседлость были огромными. Было запланировало перевести на оседлость и разместить в специальных поселениях («казгородках»):
- в 1930 году — 84 тыс. хозяйств;
- в 1931 году — 93 тыс. хозяйств (фактически 109 тыс.);
- в 1932 году — 151 тыс. хозяйств;
- в 1933 году — 102 тыс. хозяйств.

Постановление ВЦИК и СНК СССР от 26 марта 1929 года учредило Переселенческое управление при Наркомземе Казахской АССР, подчиненное напрямую в административно-финансовой части Наркомзему РСФСР.
Перевод на оседлость сопровождался коллективизацией и вызвал массовые откочевки в Китай. На 1 января 1934 года в Китай и Монголию откочевали 139,6 тыс. хозяйств. Кроме того, значительная часть казахов погибла во время охватившего республику голода. 17 января 1932 года ЦК ВКП (б) разрешило кочевому казахскому населению держать на одно личное хозяйство личном хозяйстве до 100 овец, 8-10 табунных лошадей, 3-5 верблюдов и 8-10 голов крупного рогатого скота, а в оседло-земледельческих районах позволило иметь 2-3 головы коров, 10-20 овец, 10-20 свиней и поросят в одном личном хозяйстве. Ф. И. Голощекин был отозван и заменен Л. И. Мирзояном. Последний на июльском пленуме Казкрайкома ВКП (б) 1933 года заявил, что Голощекин грубо исказил ленинские принципы национальной политики.
Тем не менее коллективизация резко изменила этнический состав советского Казахстана, в населении которого стали преобладать русскоязычные. Поэтому несмотря на меры, предпринятые Мирзояном в 1933—1937 годах, казахизация уже не могла достичь даже уровня 1920-х годов.

### Сопротивление казахизации
Казахизация встретила сопротивление как русскоязычного населения, так и местного руководства. В июне 1921 года Уральский губернский комитет отказался возвращать казахскому населению 10-ти верстную полосу по левому берегу Урала и со ссылкой на ущемление прав трудового казачества просил выделить Уральскую губернию из состава Казахской АССР. За это руководство губернии было снято с работы. В Семипалатинской области поступили еще жестче — там руководящих партийных работников, которые отказались проводить землеустройство казахского населения, арестовали и отдали под суд.

### Большой террор и свертывание казахизации
Большой террор нанёс страшный урон по казахской интеллигенции, которая проводила казахизацию. Борьба с казахской интеллигенцией шла под знаменем борьбы с «буржуазным национализмом» (причем не только казахским). 2 сентября 1937 года в газете «Правда» вышла статья Пухова «На поводу у буржуазных националистов». В ней сообщалось, что «партийное руководство Казахстана не разоблачило ни одного сколько-нибудь видного буржуазного националиста, хотя на отсутствие острых сигналов коммунистов ЦК КП (б) Казахстана пожаловаться не может». Только в 1938 году из Компартии Казахской ССР были исключены и затем осуждены 1029 «национал-уклонистов». В 1937 году в Казахстане была выявлена и разгромлена также русская националистическая организация.

## Миграции неказахского населения в советский Казахстан — препятствие казахизации
Казахизация шла на фоне продолжавшейся миграции в Казахстан неказахского населения. Вновь прибывшие не знали казахского языка. В 1920-е — 1930-е годы в советский Казахстан были следующие волны массовых миграций:
- На строительство Турксиба (конец 1920-х начало 1930-х годов);
- Около 10 тыс. немцев и 35,8 тыс. поляков из прилегающих к западной границе СССР районов, принудительное депортированные в Карагандинскую область (1936 год);
- Около 95 тыс. корейцев, депортированных с Дальнего Востока в 1937 году;
- Около 60 тыс. поляков из Западной Украины и Западной Белоруссии (1940 год).

Освоение целины в 1955—1965 годы также привело к массовым миграциям в Советский Казахстан русскоязычного населения, не владевшего казахским языком. К 1964 году в Казахскую ССР прибыло более 2 млн человек, большинство которых (69,3 %) было из РСФСР.

## Казахизация 1940-х — 1980-х годов
22 июня 1946 года главой Компартии Казахской ССР стал Ж. Шаяхметов, который занимался «коренизацией» органов власти. Однако второй коренизации не получилось, в основном в силу того, что казахи составляли в то время меньше трети населения республики.
В феврале 1954 года было сменено руководство Казахской ССР — первым и вторым секретарями КП Казахской ССР стали приезжие неказахи П. К. Пономаренко и Л. И. Брежнев. В течение нескольких следующих месяцев были сняты с должностей шесть первых секретарей обкомов Казахской ССР.
Вновь казахи оказались во главе республики через пять лет. В январе 1959 года первым секретарем КП Казахской ССР стал Д. Кунаев, председателем Верховного совета Казахской ССР был избран Ф. Карибжанов, а председателем Совета министров республики назначили Ж. Ташенев.
12 декабря 1958 года был одобрен новый союзный закон «О связи школы с жизнью и о дальнейшем
развитии системы народного образования в СССР», который отменил обязательность изучения национальных языков союзных и автономных республик в русских школах этих республик.
Закон встретил сопротивление национальных элит Латвийской и Азербайджанской ССР. В Латвии и Азербайджане в июне 1959 года были приняты постановления, которые требовали от государственных служащих выучить латышский и азербайджанский языки (с обязательной сдачей экзаменов), после чего были сняты руководители обеих республик, а обе национальные компартии подвергнуты чисткам.
В связи с освоением целины в северные районы Казахской ССР хлынул новый поток русскоязычных переселенцев. Возник вопрос о передаче Северного Казахстана в состав РСФСР. В 1960 году был создан на территории Казахстана Целинный край, который оказался в двойном подчинении — Москве и Алма-Ате. За сопротивление передаче северных областей Казахстана в РСФСР и южных хлопкосеющих местностей в состав Узбекской ССР был снят в декабре 1960 года Жумабек Ташенев, а в 1962 году Кунаев был заменен уйгуром Юсуповым.
1960-е — 1980-е годы — период медленной кадровой казахизации. В декабре 1964 года Кунаев был возвращен на пост главы Компартии Казахской ССР. Он и его окружение не конфликтовали с союзными властями, добились возврата Казахстану части территорий, переданных при Н. С. Хрущеве в состав Узбекской ССР
В отличие от коренизации 1920-х — 1930-х годов в 1960-х — 1980-х годах власти Казахской ССР не устанавливали официальных квот для казахов в органах власти, не выпускали документы, предписывавшие изучать казахский язык под угрозой увольнения с работы. Руководство Казахской ССР воздерживалось от националистических выступлений. Казахстанские руководители исправно выполняли распоряжения союзных властей по повсеместному внедрению русского языка, закрывали казахские школы и газеты на казахском языке.
Казахский национализм сохранялся. Так в записке Председателя КГБ Владимира Семичастного от 3 декабря 1965 года отмечался рост национализма среди казахской молодежи и сообщалось, что имеют место протесты против повсеместного насаждения русского языка и выдвижения на руководящие пост лиц некоренной национальности.
Но при этом негласно отдавали предпочтение этническим казахам — при назначении на руководящие посты, при приеме в вузы республики. В это время увеличивается численность «титульной нации» советского Казахстана — из Китая вернулась значительная часть казахов, бежавших во время «голощекинского» голода и их потомков.
В 1960-е — 1980-е годах прошла кадровая казахизация высшего образования. Соотношение студентов-казахов и студентов-русских в вузах Казахской ССР в 1959 году составляло 1:1,15, а в 1970 году 1,31:1. К середине 1980-х годов доля обучающихся-казахов в основном была в вузах города Алма-Аты (где казахи составляли около 20 % населения). В них этнические казахи преобладали как среди студентов, так и среди преподавателей. Например, в феврале 1986 года стало известно, что казахи составляли 75,8 % всех студентов Казахского государственного университета.
В начале 1986 года из 166 членов ЦК Компартии Казахской ССР 92 человека (54 %) были казахами, а среди 18 первых секретарей ее обкомов насчитывалось 11 казахов (61 %). Доля этнических казахов среди партийного руководства была намного выше их доли среди «рядовых» коммунистов Компартии Казахской ССР, где преобладали этнические русские. Так, в 1981 году этнические казахи составляли только 38,6 % казахских коммунистов, тогда как русские — 40,7 %.
Много казахов выдвигалось на руководящие посты в милиции. После прихода к власти Геннадия Колбина партийные органы и КГБ обратили внимание на то, что областными управлениями внутренних дел Казахской ССР на учебу в Карагандинскую высшую школу милиции направлялись в основном казахи. Так в 1985 году туда были направлены 283 казаха (61 % от направленных) и только 85 русских (19 %).
Назначение на значительную часть руководящих постов руководство Казахской ССР не контролировало. В Казахстане в 1960-е годы появился ряд промышленных предприятий космической отрасли, военно-промышленного комплекса, Минсредмаша и топливно-энергетического комплекса, кадровую политику в которых власти Казахстана не могли регулировать. Вакансии заполнялись специалистами из европейской части СССР с высшим образованием.
В итоге к середине 1980-х годов этнические казахи доминировали в администрации, высшем образовании, науке и культуре Казахской ССР. Однако это не означало повсеместного внедрения «сверху» казахского языка. Более того, власти советского Казахстана (в том числе все более преобладающие там этнические казахи) поддерживали курс на постепенное сокращение применения казахского языка.
Делопроизводство велось (по состоянию на 1988 год) исключительно на русском языке в большинстве областей Казахской ССР, во всех республиканских министерствах и ведомствах и в Алма-Ате. В местных органах власти делопроизводство на казахском языке было лишь в немногих областях с преобладанием казахов. В 1988 году делопроизводство на казахском языке велось лишь в 748 (25 %) из 2995 исполкомов Советов разного уровня.
Русскоязычным было высшее образование и значительная часть школьного образования. К середине 1980-х годов в Казахстане сложилась широкая сеть школ и классов с обучением на казахском языке. Большинство детей (в том числе казахов) обучались в русских школах и классах. Это следует из статистических данных. В 1987—1988 учебном году в Казахской ССР было 7900 школ, в которых обучалось 3917 тыс. детей:
- 4179 школ с обучение на русском языке (2009 тыс. школьников);
- 2540 школ с обучением на казахском языке (908 тыс. школьников);
- 1094 школы со смешанным обучением;
- 73 школы с обучением на узбекском языке (58 тыс. школьников);
- 11 школ с обучением на уйгурском языке (13 тыс. школьников);
- 9 школ с обучением на таджикском языке (2 тыс. школьников).

В Казахской ССР выпускалось множество общественно-политических и ведомственных периодических изданий (газет) на казахском языке.
Популярными казахоязычными республиканскими газетами являлись: Социалистік Қазақстан, Лениншіл жас, Қазақстан пионері. В каждом городе и области республики выпускались свои местные печатные издания, например областными в Алматинской области это были Жетісу, городской в Алма-Ате была Вечерняя Алма-Ата. Практически у каждого министерства, крупного предприятия или организации имелось свое специализированное печатное издание, например: Теміржолшы, Қазақстан мұғалімі, Қазақ әдебиеті, Біздің отан, Кітап жаршысы, Эфирде Қазақстан, Казахстан в эфире и многие другие.

## Перестройка и казахизация (1985—1991)
В первые годы Перестройки в Казахстане произошел коррупционный скандал, который привел к отставке многолетнего руководителя Казахской ССР Динмухаммеда Кунаева. Вместо него в 1986 году главой Казахстана стал Геннадий Колбин. Он был этническим русским, причем «неместным», так как родился и вырос в Нижнем Тагиле, а до назначения возглавлял Ульяновскую область РСФСР. Его назначение вызвало выступления в Алма-Ате, участники которых требовали назначить руководителем Компартии Казахской ССР уроженца Казахстана. Эти выступления были быстро и жестко подавлены советскими органами. После этого Колбин приступил к борьбе с казахским национализмом, сняв с должностей ряд сподвижников Кунаева, среди которых было много этнических казахов. По словам Колбина, с февраля по август 1987 года были сняты с должностей 144 человека, входившие ранее в номенклатуру ЦК Компартии Казахской ССР, из которых 12 были исключены из партии. По сути это была частичная деказахизация, так как вместо снятых с должностей ставились новые кадры, среди которых было много неказахов. Доля казахов в высшем руководстве республиканской Компартии упала ниже 50 %. В конце 1987 года казахами были:
- 13 из 32 членов Бюро ЦК Компартии Казахстана;
- 65 из 156 членов ЦК Компартии Казахстана;
- 7 из 18 первых секретарей обкомов.

На низовом уровне при Колбине имели место борьба с национализмом и переаттестация кадров с увольнением лиц, её не прошедших. Чистка коснулась также вузы республики, откуда увольняли преподавателей, руководство (в том числе ректоров), а также исключали студентов. Дело дошло до того, что местные органы рекомендовали, чтобы в 1987—1988 учебном году среди зачисленных в Карагандинский медицинский институт было не более 20 % этнических казахов вместо 50 % студентов в предшествующий период.
Вскоре Колбин изменил национальную политику в плане улучшения изучения казахского языка. В марте 1987 года Пленум ЦК Компартии Казахской ССР принял постановления «Об улучшении изучения казахского языка» и «Об улучшении изучения русского языка». Предусматривались следующие меры:
- Издание казахско-русского словаря, разговорников, краткого самоучителя и учебников по казахскому языку;
- В педагогических институтах открыть специальности «Казахский язык и литература»;
- Партийные и советские органы должны организовать кружки для желающих изучать казахский язык;
- Во время проведения крупных мероприятий следовало организовать синхронный перевод с русского и казахского языков;
- Введение добровольных часов занятий по казахскому языку в детских садах и с 1 по 8 классы средней школы.

22 сентября 1989 года Верховный совет Казахской ССР принял закон «О языках в Казахской ССР», который предписывал государственным служащим изучить казахский язык. Внедрение казахского языка встретило сопротивление среди численно преобладающего русскоязычного населения республики и обрусевших.
В документе Центра изучения межнациональных отношений Академии наук Казахской ССР «Механизмы введения и реализации Закона о языках в Казахской ССР и пути внедрения государственного языка в жизнь» в июне 1990 года сообщалось:

Непреодолимой стеной на пути внедрения государственного языка стоит ряд тормозящих факторов, среди которых следует выделить большую долю русскоязычного населения, которая сложилась за счет представителей русской национальности, занимающей второе место в составе населения республики, и нерусской части населения, сменившей родной язык
На тот момент делопроизводство на казахском языке сохранялось лишь в некоторых местных органах. В 1988 году делопроизводство на казахском языке велось лишь в 748 из 2995 исполкомов Советов разного уровня. В большинстве областей, во всех республиканских министерствах, в Алма-Ате делопроизводство велось только на русском языке.
Тем не менее 28 июня 1990 года была принята «Государственная программа развития казахского языка и других национальных языков до 2000 г.», которая предусматривала перевод делопроизводства в областях Казахстана на казахский язык к 1995 году. В прессе началась критика языковой реформы. Казахстан же очень зависел от субвенций из союзного бюджета — в 1990 году они составили 31 % доходов республиканского бюджета. Под давлением Москвы 27 сентября 1990 года вышло Постановление Совета министров Казахской ССР, которое скорректировало сроки внедрения казахского языка, после чего к программе дальнейшего внедрения казахского языка вернулись лишь в период независимости Казахстана.

## Итоги казахизации советского Казахстана
Казахизация Советского Казахстана в 1920-е — 1930-е годы дала ограниченные результаты. При этом на неудачи указывали сами казахские представители. В 1926 году в Москве на совещании националов Ж. Мынбаев и С. Ходжанов отметили:

…в Казахстане застой, что до сих пор в Казахстане не выдвинут ни один казахский партийный работник, что на руководящих постах по партийной линии ни одного казахского работника в Казахстане нет, здесь казахизировано всего только 4 %…
Попытки перевести образование и делопроизводство в республике на казахский язык провалились. Удалось только подготовить некоторое количество казахских кадров. В силу массовых откочевок казахов и притока населения из других республик СССР, Казахстан стал к 1939 году союзной республикой преимущественно русскоязычной, где «титульная» нация оказалась в меньшинстве. С 1926 по 1939 годы численность казахов в республике сократилась с 3,6 млн человек до 2,3 млн человек, в то время как численность русских за этот период возросла с 1,3 млн человек до 2,5 млн человек, то есть почти вдвое.
Коренизация образования привела к тому, что к концу 1930-х годов в созданных национальных школах (в том числе Казахстана) русский язык или вовсе не преподавался или преподавался очень некачественно. Это приводило к тому, что их выпускники не могли поступить в вузы и техникумы СССР (прежде всего Москвы и Ленинграда), где преподавание велось на русском языке. В самой же Казахской ССР к концу 1930-х годов вузы были немногочисленны. В докладной записке народного комиссара просвещения РСФСР Петра Тюркина (от 2 февраля 1938 года) по итогам совещания по вопросам преподавания русского языка в национальных школах союзных республик приводил цифры, указывающие, что в большинстве школ национальных республик русский язык не преподавали совсем. Тюркин указывал, что из 255 неполных средних школ Казахской ССР русский язык преподавали в 39 школах, из 75 средних школ Казахской ССР русский язык преподавали только в 7 школах. Причем Тюркин особо отмечал, что даже в немногих национальных школах, где русский язык изучался, его качество преподавания было на низком уровне:

В большинстве школ, где в данное время проводится обучение детей русскому языку, уровень преподавания его остается крайне неудовлетворительным, и в результате этого успеваемость учащихся крайне низкая
Казахизация 1950-х — 1980-х годов была «кадровой». В этот период в республике этнические казахи стали преобладать на руководящих постах, среди работников высшего образования и студентов вузов, среди творческой интеллигенции. Вместе с тем в этот период не проводилось курса на принудительное внедрение во все сферы жизни общества (образование, делопроизводство, судопроизводство) казахского языка. Казахский язык не стал (и не мог стать в силу её национального состава в то время) в республике доминирующим. На момент распада СССР система образования в Казахстане была преимущественно русскоязычной. Делопроизводство в республике велось также преимущественно на русском языке. В итоге получилась специфическая ситуация — на руководящих постах в республике преобладали казахи, перешедшие в официальном и бытовом общении на русский язык.